# يوج ناريياما
يُوجِ ناريياما (باليابانية: 成山 裕治) (20 مايو 1971 في كيوتو في اليابان – )؛ هو لاعب كرة قدم ياباني سابق كان يلعب كمدافع.

## وصلات خارجية
- يوج ناريياما على موقع رابطة كرة القدم اليابانية للمحترفين (اليابانية)
- يوج ناريياما على موقع عالم كرة القدم.نت (الإنجليزية)